# Tranvías de Santander
La historia del tranvía en Santander (Cantabria, España) empieza en 1861, cuando se hizo un primer intento de construir una línea entre el centro de la ciudad y El Sardinero (el tranvía de la Costa), pero no se concretó hasta 1873, siendo inaugurado el 24 de junio de 1875, con tracción de mulas que fue sustituida en 1877 por tracción a vapor, aunque posterior y finalmente, la tracción sería eléctrica. La línea tenía 4,6 km de longitud.

## Desarrollo
El 24 de junio de 1883 entró en funcionamiento otra línea, desde Puertochico a Cuatro Caminos con tracción de sangre, línea que fue prolongada después a Maliaño (Camargo). En 1887 se volvió a prolongar hasta Peñacastillo, ahora con tracción a vapor.
La siguiente línea fue también del centro (Estación del Norte) a El Sardinero, conocida como el Tranvía de Pombo, que cruzaba el Alto de Miranda a través del túnel de Tetuán. Fue inaugurado el 24 de junio de 1892.
En 1905 se solicitó permiso para la construcción de una línea entre Santander y El Astillero, con un presupuesto de 683.226,80 pesetas.
Durante esa época, varias compañías explotaban las líneas, con poco rigor financiero algunas de ellas, por lo que cambiaban con frecuencia de dueño.

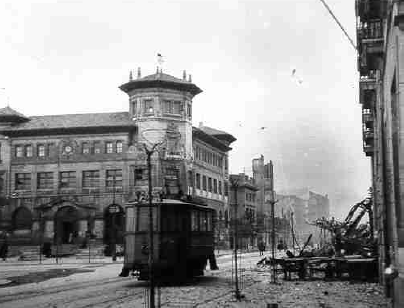
Un tranvía pasando delante de Correos tras el incendio de 1941.

La empresa siderúrgica santanderina Nueva Montaña compró las líneas a la compañía belga Société Anonyme des Tramways de Santander et du Sardinero, empezando inmediatamente los trámites para su electrificación, puesto que dicha empresa también generaba electricidad en su factoría. Sin embargo, Nueva Montaña vendió su red a la sociedad belga Red Santanderina de Tranvías, que además compró también las líneas explotadas por la Sociedad de El Sardinero y el de Molnedo (Puertochico) a El Astillero.

## El final del tranvía
De todas las empresas involucradas, solamente la empresa concesionaria del Tranvía de Miranda conservaba su independencia, hasta que en 1921 se hizo dueña de toda la red, que explotó hasta finales de los años 40, momento en que empezaron a caducar las concesiones y el Ayuntamiento optó por sustituir a los anticuados tranvías por trolebuses. En 1950 se municipalizó el servicio y finalmente, el 15 de noviembre de 1953, circularon los últimos tranvías.